# Gabriel Mourey
Pour les articles homonymes, voir Mourey.
Marie Gabriel Mourey (23 septembre 1865 à Marseille - 10 février 1943 à Neuilly-sur-Seine) est un romancier, poète, auteur dramatique, traducteur et critique d'art français.

## Biographie
Gabriel Mourey est né le 23 septembre 1865 à Marseille, fils de Louis-Félix Mourey, droguiste, et d'Amélie-Madeleine Roche-Latilla.
Il commence à dix-sept ans une carrière de poète avec le recueil Voix éparses (1883) publié à la Librairie des bibliophiles chez Jules Rouam (Paris). En mars 1884, il lance Mireille, revue des poètes marseillais, avec Raoul Russel, qui compte huit livraisons.
Pour l'éditeur parisien Camille Dalou, il publie sa première traduction de l'anglais, les Poésies complètes de Edgar Allan Poe (1889) avec une préface de Joséphin Péladan ; il traduira ensuite des poèmes d'Algernon Charles Swinburne. Dès lors, le poète se rapproche du courant symboliste et se lie d'amitié avec Claude Debussy, et rencontre dans la Librairie de l'art indépendant d'Edmond Bailly, le « maître du rêve » Stéphane Mallarmé dont il fréquente les « mardis de la rue de Rome ». L'année suivante, il publie son premier essai de critique d'art, Les Arts de la vie et le règne de la laideur chez Paul Ollendorff, un essai assez réactionnaire qui dénonce l'impressionnisme, les dérives réalistes ou naturalistes de la peinture et qui se range plutôt du côté de William Morris, du courant préraphaélite et de John Ruskin, et où il affirme que « c'est l'esprit d'anarchisme qui règne en France dans le mouvement artistique […], un besoin de destruction, une sorte de délire qui veut abolir tout ce qui existe. ». Mourey se montrera au cours des décennies suivantes beaucoup plus ouvert ; chargé de mission par le ministère des Beaux-Arts à partir de 1895, il servira de lien entre les arts décoratifs émergents anglais, italiens, russes, et Paris, puis saluera l'avénement du style art nouveau, écrira pour les catalogues de la maison Bing et de la Maison moderne, défendra Albert Besnard, Felix Borchardt, Auguste Rodin, Edmond Aman-Jean, Edgar Chahine, etc.
Au fond, cet écrivain polyvalent « fait figure de promoteur, dans l’hexagone, des Préraphaélites et du mouvement Arts and Crafts. Érigeant ce dernier comme modèle, avec une tendance à idéaliser sa supposée réussite, Mourey milite pour un art à vocation sociale […]. Partisan, comme nombre de ses contemporains, d’un art pour tous, ses idées trouvent l’un de leurs prolongements en 1904-1905 dans l’éphémère revue Les Arts de la Vie, qu’il crée et dirige [chez Larousse]. Il y évoque ainsi cette « faillite de l’art décoratif moderne » en France, pour une production qu’il considère comme élitiste, n’ayant pas pu faire preuve d’une réelle entente entre artistes et fabricants, à la différence, selon lui, des réalisations anglaises ou allemandes ».
Entre 1888 et 1905, il entretient une correspondance suivie avec Jean Lorrain, où les deux hommes se montrent parfois d'une cruauté effroyable envers leurs contemporains.
À partir de 1891, il veut devenir dramaturge avec Lawn-tennis, une pièce en un acte créée au Théâtre Antoine, puis en 1893, il écrit avec Paul Adam, toujours pour la scène, L'Automne, un drame en trois actes, qui est interdit par la censure le 3 février, et qui donne lieu à une séance houleuse à la Chambre des députés le 6 mars 1893 avec une intervention de Maurice Barrès : celui-ci, député de Nancy, s'oppose alors à Charles Dupuy, ministre de l'Intérieur, qui demandait à retrancher du texte tout ce qui rappelle la fusillade du Brûlé à Ricamarie : en 1869, dans le bassin houillier de Saint-Étienne, la troupe avait tiré sur les grévistes.
Avec Armand Dayot, il attire l'attention sur l'école anglaise de peinture du XVIIIe siècle, alors en partie oubliée.
En juin 1899, il fonde la Société nouvelle de peintres et de sculpteurs avec des artistes français, allemands et britanniques, et qu'il préside jusqu'en 1906 ; le siège parisien est à la galerie de Georges Petit où sont organisées plusieurs expositions de groupe.
En 1913, il est nommé chevalier de la Légion d'honneur, sous le parrainage de Charles Plumet.
Après guerre, il devient inspecteur des musées nationaux.
Au cours de sa carrière de critique, Gabriel Mourey a écrit pour de nombreux journaux, tels le Gil Blas, Le Journal (1911), The Studio, la Revue encyclopédique, L'Illustration, la Revue de Paris... Il a été rédacteur en chef de la revue Art et décoration.
L'une de ses traductions qui eut le plus de succès fut Le Livre du thé de Okakura Kakuzō.
Il est mort le 10 février 1943 à Neuilly-sur-Seine.

## Mourey et Debussy
Composée en 1913, courte pièce pour flûte solo d'après Psyché, un poème dramatique en trois actes de Gabriel Mourey, Syrinx, fruit de cette amitié, reste la seule composition de Debussy qui soit aboutie dans le cadre de leurs projets très nombreux.
Contributeur de la Revue wagnérienne, Mourey avait de nombreux amis en commun avec Debussy et fut l'intermédiaire entre celui-ci et Gabriele D’Annunzio pour Le Martyre de Saint Sébastien. Les projets en coopération avec Debussy n'ayant jamais abouti sont : L’Embarquement pour ailleurs, commentaire symphonique, 1891 ; Histoire de Tristan, drame lyrique, 1907-09 ; Huon de Bordeaux, 1909 ; Le Chat botté, d'après Jean de La Fontaine, 1909 ; Le Marchand de rêves , 1909.

## Œuvre

### Poésie
- Voix éparses…, Paris, Librairie des bibliophiles, 1883.
- Flammes mortes, Paris, C. Dalou, 1888.
- L'Embarquement pour ailleurs, Paris, Albert Savine, 1890, réédition refondue : H. Simonis Empis, 1893.
- Le Miroir : poèmes, Paris, Société du Mercure de France, 1908.
- Le Chant du renouveau, poèmes de guerre, Paris, Berger-Levrault, 1916.
- La gloire de Saint-Marc : vingt-trois gravures en couleurs d'après les aquarelles de Augusto Sezanne, poèmes en prose, Paris, Plon, 1920.
- L'Oreiller des fièvres et les Chansons de Leïla, ornés de gravures sur bois d'Augustin Carrera, Librairie de France, 1922.
- Marie-Madeleine à la Sainte-Baume, poème orné de gravures sur bois du XVIe siècle, Aix-en-Provence, éditions d'art de la revue Le Feu, 1925.

### Traduction
- Poèmes complets d'Edgar Allan Poe, préface de Joséphin Péladan, Paris, C. Dalou, 1889.

Réédition, précédées d'une lettre de John H. Ingram et suivies de La Philosophie de la composition, et de notes biographiques et bibliographiques, Paris, Mercure de France, 1910.
- Poèmes et ballades d'Algernon Charles Swinburne, notes par Guy de Maupassant, Paris, Albert Savine, 1891.
- Chants d'avant l'aube de Swinburne, Paris, P.-V. Stock, 1909.
- Le Livre du thé de Kakuzo Okakura, traduit de l'anglais, Paris, Delpeuch, 1927, réédition Payot, 1931 — Lire en ligne.
- Jacques Zoubaloff, Politian, comte de Leicester, musique de scène pour le drame d'Edgar Poe, traduction de Gabriel Mourey, partition piano et chant, Paris, Maurice Sénart, 1927.

### Directeur de publication
- Mireille, revue des poètes marseillais avec Raoul Russel, Marseille rue Sainte, 1884 — Lire en ligne.
- Les Arts de la vie paraissant sous la direction de Gabriel Mourey, Paris, Larousse, 1904-1905 — Lire en ligne.

### Essai et préface
- Les Arts de la vie et le règne de la laideur, Paris, Paul Ollendorff, 1890, réédition 1899.
- Passé le Détroit, la vie et l'art à Londres, Paris, Paul Ollendorff, 1895.
- Des hommes devant la nature et la vie, Paris, P. Ollendorff / Société d'éditions littéraires et artistiques, 1902. Comprend des notes sur Auguste Rodin, Helleu, Le Sidaner, Steinlen, E. Claus, P. Renouard, Ch. Cottet, J. W. Alexander, J.-F. Raffaelli, F. Thaulow, G. La Touche, A. Baertsoen, Aman-Jean, A. Lepère.
- La Maison moderne. Documents sur l'art industriel au vingtième siècle : reproductions photographiques des principales œuvres des collaborateurs de La Maison moderne, avec neuf gravures de Félix Vallotton, Paris, Édition de La Maison moderne, 1901.
- Préface à Documents décoratifs : panneaux décoratifs, études des applications de fleurs, papier peints, frises, vitraux, orfévrerie par Alfons Mucha, Paris, Librairie centrale des beaux-arts, [vers 1902 ?].
- Œuvres de Felix Borchardt exposées à l'Art nouveau Bing, Paris, avril 1902.
- Poèmes arméniens anciens et modernes traduits par Archag Tchobanian et précédés d'une étude de Gabriel Mourey sur la poésie et l'art arméniens, Paris, A. Charles, 1902.
- Ignacio Zuloaga, Paris, Manzi & Joyant, 1905.
- Albert Besnard, avec 100 reproductions hors-texte dont neuf en couleurs et d'une eau-forte originale, Paris, H. Davoust, 1905.
- Gainsborough : Biographie critique, Paris, Henri Laurens, 1906.
- Fêtes foraines de Paris, gravures d'Edgar Chahine, Paris, P. Renouard, 1906.

Réédition avec 72 dessins de François Quelvée, Paris, André Delpeuch, 1927.
- Regards sur l'âme ombrienne, [n.p., 1907].
- D.-G. Rossetti et les Préraphaélites anglais : biographies critiques, Paris, Henri Laurens, 1909.
- avec Armand Dayot, Anglaises et Françaises. Écoles du XVIIIe siècle, Paris, [s.n.], 1909.
- Préface à Exposition de peintures et d’eaux-fortes de Philippe Zilcken, Paris, Galérie d’art décoratif, 1911.
- Le village dans la pinède : Mazargues (Bouches-du-Rhône), Paris, Mercure de France, 1911.
- Exposition Daniel Vierge, 11 janvier-12 février 1912, Paris, Musée des arts décoratif, 1912.
- Exposition Mathurin Méheut : la mer, faune et flore, oeuvres diverses, du 28 octobre au 24 décembre 1913, Paris, Musée des arts décoratifs, [1913].
- Propos sur les beautés du temps présent, Paris, Ollendorff, 1913.
- La Guerre devant le palais : Compiègne 1914, Paris, P. Ollendorff, 1915.
- Essai sur l'art décoratif français moderne, Paris, Librairie Ollendorff, 1921.
- Histoire générale de l'art français de la Révolution à nos jours, Paris, Librairie de France, 1922.

Traduit en anglais : French art in the XIX century, Londres, The Studio Ltd., 1928.
- La Vérité sur la cour des métiers : Ce qu'elle est ... aurait dû être ... pouvait être, Paris, Librairiede France, 1925.
- Préface à La Vie et les œuvres de quelques grands saints d'Émile Baumann, Paris, Librairie de France, 1926.
- Eugène Delacroix, avec 24 phototypies, Paris, Librairie de France, 1927.
- François Quelvée, Paris, éditions de la N.R.F, 1928.
- La Peinture anglaise du XVIIIe siècle, Paris, G. Van Oest, 1928.
- Le Livre des fêtes françaises, Paris, Librairie de France, 1930.
- Georges Dufrénoy, Paris, Georges Crès, [1930].
- Préface à Serge Youriévitch (en), avec 24 phototypes, Paris, Librairie de France, [1930?].
- Tableau de l'art français des origines à nos jours, Tome I à IV, Paris, Delagrave, 1932-1938.
- Achille Ouvré, [S.l.] : [s.n.].

### Théâtre et livret
- Lawn-tennis, pièce en un acte, avec une lettre d'André Antoine, Paris, Tresse et Stock, 1891.
- avec Paul Adam, L'Automne : drame en trois actes ; interdit par la censure le 3 février 1893, Paris, E. Kolb, 1893.
- Trois cœurs, pièce en un acte, Paris, P.-V. Stock, créée au Théâtre de l'Odéon, 5 avril 1897.
- Psyché : poème dramatique en trois actes, Paris, Mercure de France, 1913.
- Guillaume d'Orange : geste en cinq actes et six tableaux, Paris, P. Ollendorff, 1914.
- Daphnis, poème dramatique en un acte, Paris, Librairie de France, 1925.

### Roman et nouvelle
- Monada, Paris, P. Ollendorff, 1894.
- Les brisants, Paris, P. Ollendorff, 1896.
- L'Œuvre nuptiale, Paris, Alphonse Lemerre, 1896.
- Cœurs en détresse, Paris, P. Ollendorff, 1898.
- 1 heure : la Bourse, collection Beltrand et Dété, serie « Les minutes parisiennes », illustré par Charles Huard, Paris, P. Ollendorff, 1899 — sur Gallica.
- Jeux passionnés, Paris, P. Ollendorff, 1901.
- Sainte Douceline, béguine de Provence : 1214-1274, illustré par Pierre Girieud, Paris, éditions du Monde nouveau, 1922.
- L'Amateur de fantômes, Paris, Mercure de France, 1937.